# Ровиго
Рови́го (итал. и вен. Rovigo) — город в итальянской области Венеция, на канале Адиджетто (ит.), на полпути между Феррарой (южнее) и Падуей (севернее), административный центр одноимённой провинции.
Покровителем города считается святой Беллино. Праздник города — 26 ноября.

## Историческая справка
Впервые упомянут под названием Родиго в 838 году. После разрушения древней Адрии мадьярами (920) сюда перебрался местный епископ и занялся укреплением поселения. В Средние века — владение феодальных правителей из соседнего Эсте.
В 1482 г. перешёл из рук Феррары к Венецианской республике, а после её падения (1797) — к Габсбургам. Наполеон дал титул герцога Ровиго своему фавориту Савари.

## Достопримечательности
- От замка рода Эсте, заложенного в X веке, сохранилась 66-метровая кирпичная башня, которая датируется XII веком и превосходит по высоте все подобные постройки в стране.
- Восьмигранная церковь Беата-Верджине-дель-Соккорсо[итал.] (1594), прозванная Ротондой, с картинами венецианских художников XIV—XVIII вв. Сам храм построен Бассано, учеником Палладио; автор изящной барочной кампанилы — венецианец Лонгена.
- Несколько средневековых церквей, включая соборную, которая приобрела свой нынешний облик на исходе XV века и хранит алтарный образ кисти младшего Пальмы.
- Ренессансные палаццо во главе с палаццо Ронкале (1555), который приписывается Санмикели.
- Художественный музей Конкорди с работами великих венецианцев, Гольбейна и Дюрера.